# Abierto Mexicano de Tenis 2000 - Qualificazioni singolare
Le qualificazioni del singolare dell'Abierto Mexicano de Tenis 2000 sono state un torneo di tennis preliminare per accedere alla fase finale della manifestazione. I vincitori dell'ultimo turno sono entrati di diritto nel tabellone principale. In caso di ritiro di uno o più giocatori aventi diritto a questi sono subentrati i lucky loser, ossia i giocatori che hanno perso nell'ultimo turno ma che avevano una classifica più alta rispetto agli altri partecipanti che avevano comunque perso nel turno finale.
Le qualificazioni del torneo prevedevano 16 partecipanti di cui 4 sono entrati nel tabellone principale.

## Teste di serie
1. Orlin Stanojčev (ultimo turno)
2. Tomáš Zíb (primo turno)
3. Davide Sanguinetti (primo turno)
4. Álex López Morón (primo turno)

1. Bohdan Ulihrach (primo turno)
2. Gastón Etlis (Qualificato)
3. Martín Rodríguez (primo turno)
4. Juan Ignacio Chela (Qualificato)

## Qualificati
1. Juan-Albert Viloca-Puig
2. Juan Ignacio Chela

1. Gastón Etlis
2. Bohdan Ulihrach

## Tabellone

### Legenda
| - Q = Qualificato - WC = Wild card - LL = Lucky loser | - ALT = Alternate - SE = Special Exempt - PR = Protected Ranking | - w/o = Walkover - r = Ritirato - d = Squalificato |

### Sezione 1
|  | Primo turno | Primo turno             | Primo turno             | Primo turno | Primo turno |  |  | Ultimo turno | Ultimo turno            | Ultimo turno | Ultimo turno | Ultimo turno |  |
|  |             |                         |                         |             |             |  |  |              |                         |              |              |              |  |
|  | 1           | Orlin Stanojčev         | 3                       | 7           | 6           |  |  |              |                         |              |              |              |  |
|  |             | Joan Balcells           | 6                       | 65          | 4           |  |  | 1            | Orlin Stanojčev         | 6            | 68           | 4            |  |
|  |             | Juan-Albert Viloca-Puig | Juan-Albert Viloca-Puig | 6           | 6           |  |  |              | Juan-Albert Viloca-Puig | 4            | 7            | 6            |  |
|  | 7           | Martín Rodríguez        | Martín Rodríguez        | 3           | 4           |  |  |              |                         |              |              |              |  |

### Sezione 2
|  | Primo turno | Primo turno        | Primo turno       | Primo turno | Primo turno |  |  | Ultimo turno | Ultimo turno       | Ultimo turno       | Ultimo turno | Ultimo turno |  |
|  |             |                    |                   |             |             |  |  |              |                    |                    |              |              |  |
|  |             | Jean-René Lisnard  | Jean-René Lisnard | 7           | 6           |  |  |              |                    |                    |              |              |  |
|  | 2           | Tomáš Zíb          | Tomáš Zíb         | 63          | 3           |  |  |              | Jean-René Lisnard  | Jean-René Lisnard  | 4            | 2            |  |
|  | 8           | Juan Ignacio Chela | 4                 | 6           | 6           |  |  | 8            | Juan Ignacio Chela | Juan Ignacio Chela | 6            | 6            |  |
|  |             | Sebastián Prieto   | 6                 | 1           | 1           |  |  |              |                    |                    |              |              |  |

### Sezione 3
|  | Primo turno | Primo turno            | Primo turno            | Primo turno | Primo turno |  |  | Ultimo turno | Ultimo turno           | Ultimo turno | Ultimo turno | Ultimo turno |  |
|  |             |                        |                        |             |             |  |  |              |                        |              |              |              |  |
|  |             | Emilio Benfele Álvarez | Emilio Benfele Álvarez | 6           | 6           |  |  |              |                        |              |              |              |  |
|  | 3           | Davide Sanguinetti     | Davide Sanguinetti     | 3           | 3           |  |  |              | Emilio Benfele Álvarez | 7            | 2            | 3            |  |
|  | 6           | Gastón Etlis           | Gastón Etlis           | 7           | 6           |  |  | 6            | Gastón Etlis           | 5            | 6            | 6            |  |
|  |             | Mariano Sánchez        | Mariano Sánchez        | 6           | 1           |  |  |              |                        |              |              |              |  |

### Sezione 4
|  | Primo turno | Primo turno      | Primo turno      | Primo turno     | Primo turno |  |  | Ultimo turno    | Ultimo turno    | Ultimo turno    | Ultimo turno | Ultimo turno |  |
|  |             |                  |                  |                 |             |  |  |                 |                 |                 |              |              |  |
|  |             | Marco Osorio     | Marco Osorio     | 6               | 6           |  |  |                 |                 |                 |              |              |  |
|  | 4           | Álex López Morón | Álex López Morón | 4               | 4           |  |  | Marco Osorio    | Marco Osorio    | Marco Osorio    | 3            | 5            |  |
|  |             | Bohdan Ulihrach  | Bohdan Ulihrach  | Bohdan Ulihrach | 6           |  |  | Bohdan Ulihrach | Bohdan Ulihrach | Bohdan Ulihrach | 6            | 7            |  |
|  | 5           | Julián Alonso    | Julián Alonso    | Julián Alonso   | 1r          |  |  |                 |                 |                 |              |              |  |